# العلاقات الصينية الناميبية
العلاقات الصينية الناميبية هي العلاقات الثنائية التي تجمع بين الصين وناميبيا.

## مقارنة بين البلدين
هذه مقارنة عامة ومرجعية للدولتين:
| وجه المقارنة                                              | الصين                    | ناميبيا      |
| --------------------------------------------------------- | ------------------------ | ------------ |
| المساحة (كم2)                                             | 9.60 مليون               | 825.62 ألف   |
| عدد السكان (نسمة)                                         | 1.33 مليار               | 2.53 مليون   |
| الكثافة السكانية (ن./كم²)                                 | 138.54                   | 3.06         |
| العاصمة                                                   | بكين                     | ويندهوك      |
| اللغة الرسمية                                             | اللغة الصينية القياسية   | لغة إنجليزية |
| العملة                                                    | رنمينبي                  | دولار ناميبي |
| الناتج المحلي الإجمالي (بليون دولار)                      | 12.24 تريليون            | 13.24 مليار  |
| الناتج المحلي الإجمالي (تعادل القوة الشرائية) بليون دولار | 19.82 تريليون            | 25.60 مليار  |
| الناتج المحلي الإجمالي الاسمي للفرد دولار أمريكي          | 8.03 ألف                 | 4.67 ألف     |
| الناتج المحلي الإجمالي للفرد دولار أمريكي                 | 13.21 ألف                | 9.96 ألف     |
| مؤشر التنمية البشرية                                      | 0.728                    | 0.628        |
| رمز المكالمات الدولي                                      | +86                      | +264         |
| رمز الإنترنت                                              | .cn، .中国 ‏، .中國 ‏      | .na          |
| المنطقة الزمنية                                           | توقيت الصين، ت ع م+08:00 | ت ع م+02:00  |

## مدن متوأمة
في ما يلي قائمة باتفاقيات التوأمة بين مدن صينية وناميبية:
- ترتبط سوجو مع غرووتفونتين [الإنجليزية]‏ باتفاقية توأمة منذ 14 يونيو 2005.
- ترتبط Maqiao Town  [لغات أخرى]‏ مع أوكاهانديا [الإنجليزية]‏ باتفاقية توأمة.
- ترتبط شانغهاي مع ويندهوك باتفاقية توأمة منذ 2007.[15][15][15][15]
- ترتبط ونجو مع ولفس بي باتفاقية توأمة منذ 1 أبريل 2009.[16][16][16][16]
- ترتبط كونشان [الإنجليزية]‏ مع غرووتفونتين [الإنجليزية]‏ باتفاقية توأمة.

## منظمات دولية مشتركة
يشترك البلدان في عضوية مجموعة من المنظمات الدولية، منها:
| علم المنظمة | اسم المنظمة                                                | تاريخ انضمام الصين | تاريخ انضمام ناميبيا |
| ----------- | ---------------------------------------------------------- | ------------------ | -------------------- |
|             | وكالة ضمان الاستثمار متعدد الأطراف                         | 30 أبريل 1988      | 25 سبتمبر 1990       |
|             | البنك الإفريقي للتنمية                                     | ?                  | ?                    |
|             | منظمة الشرطة الجنائية الدولية                              | ?                  | ?                    |
|             | منظمة حظر الأسلحة الكيميائية                               | ?                  | ?                    |
|             | منظمة التجارة العالمية                                     | 11 ديسمبر 2001     | ?                    |
|             | الأمم المتحدة                                              | 25 أكتوبر 1971     | 23 أبريل 1990        |
|             | العملية المشتركة للاتحاد الأفريقي والأمم المتحدة في دارفور | ?                  | ?                    |
|             | مؤسسة التمويل الدولية                                      | 15 يناير 1969      | 25 سبتمبر 1990       |
|             | يونسكو                                                     | 4 نوفمبر 1946      | 2 نوفمبر 1978        |
|             | البنك الدولي للإنشاء والتعمير                              | 27 ديسمبر 1945     | 25 سبتمبر 1990       |
|             | الاتحاد البريدي العالمي                                    | ?                  | ?                    |
|             | الاتحاد الدولي للاتصالات                                   | 1 سبتمبر 1920      | 25 يناير 1984        |

## وصلات خارجية
- موقع وزارة الخارجية الصينية